# HK433
HK433 — немецкая модульная штурмовая винтовка с базовым калибром 5,56×45 мм НАТО, созданная фирмой Heckler & Koch. Винтовка сочетает в себе некоторые наработки штурмовых винтовок HK G36 и HK416.

## История создания
Немецкая компания по производству стрелкового оружия Heckler & Koch разработала новую штурмовую винтовку HK433 в качестве потенциальной замены штурмовой винтовки HK G36 для вооруженных сил Бундесвера. Публике о новом оружии впервые было сообщено в немецком журнале «Europäische Sicherheit & Technik» № 2 2017. Основные претензии к автомату G36 были проблемы с надежностью в экстремальных условиях, а также с точностью стрельбы после 300 метров (150 в экстремальных условиях), что и послужило основными причинами создания новой штурмовой винтовки.

## Конструкция
HK433 является газоотводным оружием с коротким ходом газового поршня, выполненного отдельно от затворной рамы, и запиранием внутри ствола поворотным затвором оптимизированной формы на 7 боевых упоров. Это оружие сочетает в себе особенности конструкции штурмовых винтовок G36 (система газоотвода с коротким ходом газового поршня) и HK416 (нижний ресивер, быстросъемный ствол). 
Казённая часть состоит из двух основных частей: затворная коробка (англ. upper receiver - верхний ресивер) и спусковой коробки с рукояткой и горловиной для магазина (англ. lower receiver - нижний ресивер). Затворная коробка HK433 выполнена из алюминия, в отличие от пластиковой в G36. Конструкция винтовки переламывающаяся, спусковая коробка может быть заменена с целью выбора видов магазина — от G36 или от M16/M4 (стандарт STANAG 4179).
Запирание ствола производится поворотом затвора. Основным калибром HK433 является 5,56×45 мм NATO, однако винтовка будет выпускаться и под другие патроны, к примеру 7,62 × 51 мм НАТО, 7,62 × 39 мм, .300 AAC Blackout. Винтовка HK433 представляет собой современную модульную систему с малым весом и небольшими габаритами. HK433 сочетает в себе характеристики сразу 3-x штурмовых винтовок — G36, HK416 и внешний вид похожий на FN SCAR или Bushmaster ACR. 
Предположительно, винтовка будет поставляться в двух цветовых гаммах: в классическом чёрном или коричнево-зелёном «пустынном» цвете.

Газовый поршень выполнен отдельно, имеет короткий ход и собственную возвратную пружину.

## Ствол
Стволы у HK433 модульные, быстросъёмные, и выполнены в 6 конфигурациях: 11, 12.5, 14.5, 16.5, 18.9 и 20 дюймов (28, 32, 37, 42, 48 и 51 сантиметр). Сами стволы хромированные, выполненные методом холодной ковки, и по заявлениям компании разработчика за счет технологических улучшений выдерживают более 25000 выстрелов (у HK416 — 20000).

## Модификации
| Калибр, мм                                            | 5,56                                                                                              | 5,56                                                                                              | 5,56                                                                                              | 5,56                                                                                              | 5,56                                                                                              | 5,56                                                                                              |
| Патрон                                                | 5,56×45 мм НАТО                                                                                   | 5,56×45 мм НАТО                                                                                   | 5,56×45 мм НАТО                                                                                   | 5,56×45 мм НАТО                                                                                   | 5,56×45 мм НАТО                                                                                   | 5,56×45 мм НАТО                                                                                   |
| Принцип работы автоматики                             | Отвод пороховых газов, с газовым поршнем с коротким ходом, выполненным отдельно от затворной рамы | Отвод пороховых газов, с газовым поршнем с коротким ходом, выполненным отдельно от затворной рамы | Отвод пороховых газов, с газовым поршнем с коротким ходом, выполненным отдельно от затворной рамы | Отвод пороховых газов, с газовым поршнем с коротким ходом, выполненным отдельно от затворной рамы | Отвод пороховых газов, с газовым поршнем с коротким ходом, выполненным отдельно от затворной рамы | Отвод пороховых газов, с газовым поршнем с коротким ходом, выполненным отдельно от затворной рамы |
| Механизмы запирания и отпирания канала ствола         | запирание осуществляется поворотом затвора на 7 боевых упоров, стрельба при открытом затворе      | запирание осуществляется поворотом затвора на 7 боевых упоров, стрельба при открытом затворе      | запирание осуществляется поворотом затвора на 7 боевых упоров, стрельба при открытом затворе      | запирание осуществляется поворотом затвора на 7 боевых упоров, стрельба при открытом затворе      | запирание осуществляется поворотом затвора на 7 боевых упоров, стрельба при открытом затворе      | запирание осуществляется поворотом затвора на 7 боевых упоров, стрельба при открытом затворе      |
| Вид боепитания                                        | коробчатый магазин на 30 патронов типа NATO-STANAG 4179 (Draft)                                   | коробчатый магазин на 30 патронов типа NATO-STANAG 4179 (Draft)                                   | коробчатый магазин на 30 патронов типа NATO-STANAG 4179 (Draft)                                   | коробчатый магазин на 30 патронов типа NATO-STANAG 4179 (Draft)                                   | коробчатый магазин на 30 патронов типа NATO-STANAG 4179 (Draft)                                   | коробчатый магазин на 30 патронов типа NATO-STANAG 4179 (Draft)                                   |
| Режим огня                                            | 0-1-D                                                                                             | 0-1-D                                                                                             | 0-1-D                                                                                             | 0-1-D                                                                                             | 0-1-D                                                                                             | 0-1-D                                                                                             |
| Усилие на спуск                                       | 24 Н                                                                                              | 24 Н                                                                                              | 24 Н                                                                                              | 24 Н                                                                                              | 24 Н                                                                                              | 24 Н                                                                                              |
| Темп стрельбы, выстр./мин                             | Регулируемый: ~700                                                                                | Регулируемый: ~700                                                                                | Регулируемый: ~700                                                                                | Регулируемый: ~700                                                                                | Регулируемый: ~700                                                                                | Регулируемый: ~700                                                                                |
| Прицел                                                | Быстросъемный регулируемый целик (механический, диоптрийный) и мушка                              | Быстросъемный регулируемый целик (механический, диоптрийный) и мушка                              | Быстросъемный регулируемый целик (механический, диоптрийный) и мушка                              | Быстросъемный регулируемый целик (механический, диоптрийный) и мушка                              | Быстросъемный регулируемый целик (механический, диоптрийный) и мушка                              | Быстросъемный регулируемый целик (механический, диоптрийный) и мушка                              |
| Приклад                                               | Cкладывающийся вправо и регулируемый по длине плечевой упор с регулирумой по высоте щекой         | Cкладывающийся вправо и регулируемый по длине плечевой упор с регулирумой по высоте щекой         | Cкладывающийся вправо и регулируемый по длине плечевой упор с регулирумой по высоте щекой         | Cкладывающийся вправо и регулируемый по длине плечевой упор с регулирумой по высоте щекой         | Cкладывающийся вправо и регулируемый по длине плечевой упор с регулирумой по высоте щекой         | Cкладывающийся вправо и регулируемый по длине плечевой упор с регулирумой по высоте щекой         |
| Начальная скорость пули, м/с                          | 790                                                                                               | 835                                                                                               | 882                                                                                               | 890                                                                                               | 905                                                                                               | 917                                                                                               |
| Начальная энергия пули, Дж                            | 1 250                                                                                             | 1 390                                                                                             | 1 555                                                                                             | 1 580                                                                                             | 1 650                                                                                             | 1 680                                                                                             |
| Ствол                                                 | Ствол изготовлен методом холодной ковки, термообработан и хромирован внутри                       | Ствол изготовлен методом холодной ковки, термообработан и хромирован внутри                       | Ствол изготовлен методом холодной ковки, термообработан и хромирован внутри                       | Ствол изготовлен методом холодной ковки, термообработан и хромирован внутри                       | Ствол изготовлен методом холодной ковки, термообработан и хромирован внутри                       | Ствол изготовлен методом холодной ковки, термообработан и хромирован внутри                       |
| Количество нарезов ствола                             | 6, вправо, шаг — 178 мм                                                                           | 6, вправо, шаг — 178 мм                                                                           | 6, вправо, шаг — 178 мм                                                                           | 6, вправо, шаг — 178 мм                                                                           | 6, вправо, шаг — 178 мм                                                                           | 6, вправо, шаг — 178 мм                                                                           |
| Длина оружия со сложенным / разложенным прикладом, мм | 577 / 843                                                                                         | 613 / 881                                                                                         | 634 / 931                                                                                         | 705 / 989                                                                                         | 764 / 1 032                                                                                       | 792 / 1 060                                                                                       |
| Ширина оружия, мм                                     | 81                                                                                                | 81                                                                                                | 81                                                                                                | 81                                                                                                | 81                                                                                                | 81                                                                                                |
| Высота оружия, мм                                     | 195                                                                                               | 195                                                                                               | 195                                                                                               | 195                                                                                               | 195                                                                                               | 195                                                                                               |
| Длина ствола, мм                                      | 280                                                                                               | 318                                                                                               | 368                                                                                               | 421                                                                                               | 480                                                                                               | 503                                                                                               |
| Длина прицельной линии, мм                            | 390                                                                                               | 390                                                                                               | 390                                                                                               | 390                                                                                               | 390                                                                                               | 390                                                                                               |
| Масса оружия (без магазина), кг                       | 3,25                                                                                              | 3,30                                                                                              | 3,40                                                                                              | 3,50                                                                                              | 3,60                                                                                              | 3,65                                                                                              |
| Масса магазина (пустого) / снаряженного, кг           | 0,16 / 0,53                                                                                       | 0,16 / 0,53                                                                                       | 0,16 / 0,53                                                                                       | 0,16 / 0,53                                                                                       | 0,16 / 0,53                                                                                       | 0,16 / 0,53                                                                                       |